# 1325 Inanda
1325 Inanda eller 1934 NR är en asteroid i huvudbältet som upptäcktes 14 juli 1934 av den sydafrikanske astronomen Cyril V. Jackson i Johannesburg. Det har fått sitt namn efter den sydafrikanska staden Inanda.
Asteroiden har en diameter på ungefär 10 kilometer.